# Immacolata Zurzolo
Immacolata Zurzolo (Torino, 7 giugno 1973) è una politica italiana.

## Biografia
È stato assessore alle politiche sociali e giovanili del comune di Giaveno.
Alle elezioni politiche anticipate del 2022 si candida alla Camera dei deputati, tra le liste di Fratelli d'Italia nel collegio plurinominale Piemonte 1 - 02, risultando eletta deputata. Nella XIX legislatura è componente della 11ª Commissione Lavoro pubblico e privato e della Commissione parlamentare di inchiesta sul femminicidio, nonché su ogni forma di violenza di genere.